# 彦根党
彦根党（ひこねとう、英語: Regional Political Party of Hikone）は、日本の政治団体。滋賀県彦根市の地域政党として活動している。

## 概要
彦根市長を務めた和田裕行と彦根市議を務める北川元気が2023年1月に結党し、北川元気が代表に、和田裕行が共同代表に就任した。

## 政策
財政の健全化
- 予算の見直し
- 自治体事業の官民運営化
- DXの推進

自主財源の確保
- 地域資源を利用した新しい産業の育成
- ふるさと納税倍増
- 映画ロケの積極的誘致
- 最先端デジタル技術の活用

人口増加政策の実行
- 子どもの医療費無料の拡大
- 小中学校の給食無償化
- 学校設備、教育システムの充実化
- ICT、プログラミング教育の推進
- 若者の就職支援
- 若者の住宅支援

その他
- 2025年を目標に彦根城の世界遺産化
- いじめを早期発見できる体制の構築
- ハラスメントの明確な防止措置の実施
- エンターテインメントを提供する街づくり

## 党役員
2025年現在
| 役職             | 氏名     | 備考                          |
| ---------------- | -------- | ----------------------------- |
| 代表             | 北川元気 | 彦根市議会議員                |
| 共同代表         | 和田裕行 | 元彦根市長                    |
| 政策アドバイザー | 谷畑英吾 | 前湖南市長 元全国市長会副会長 |
| SNSアドバイザー  | 黒田史子 | クロダプランニング代表        |

## 党勢

### 第20回統一地方選挙
2023年3月24日、代表の北川元気が市役所で記者会見をし、第20回統一地方選挙に向けて、基本政策と公認候補3名、推薦候補3名の擁立を発表した。
4月23日、彦根市議会議員選挙の投開票が行われ、代表の北川元気は3位という結果を収め、当選を果たした。また、彦根党の公認候補3名のうち、残り2名も当選を果たした。推薦候補は1名のみ当選を果たした。
また、彦根党3名と無所属3名の計6名で市長与党として最大会派「創風会」を結成している。

## 所属政治家
2025年現在

### 首長
- 市区町村長：０名

| 首長名 | 自治体 |
| ------ | ------ |
|        |        |

### 所属地方議員
- 市区町村議会：３名[9]

| 議員名   | 所属議会             | 会派   | 備考         |
| -------- | -------------------- | ------ | ------------ |
| 北川元気 | 滋賀県彦根市議会議員 | 創風会 | 創風会幹事長 |
| 堀口達也 | 滋賀県彦根市議会議員 | 創風会 |              |
| 辻真理子 | 滋賀県彦根市議会議員 | 創風会 |              |